# 미하일 4세

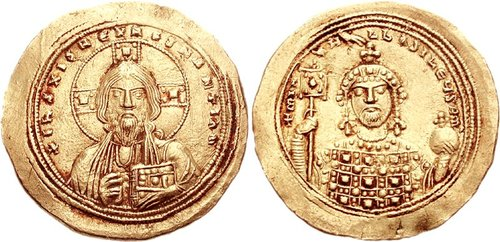
미하일 4세 주화

미하일 4세 파플라고니아인(그리스어: Μιχαήλ Δ΄ Παφλαγών, 1010년 – 1041년 12월 10일)은 1034년부터 1041년까지 동로마 황제였다. 황후 조이의 나이 어린 연인이었는데 황제 로마노스 3세가 죽자 조이에 의해 황제의 자리에 올랐다.
미하일은 파플라고니아의 농부 출신으로 뇌전증을 앓고 있었다. 그는 다섯 형제 중 막내였는데 그의 큰형인 요안니스 오르파노트로포스는 출세한 환관으로서 황제와 막역한 사이였고 콘스탄티노폴리스 황궁에서 영향력이 있는 인물이었다.1033년 환관 요안니스는 막내동생인 미하일을 황제와 황후 조이에게 소개시켜 주었다. 조이는 미하일을 보고 그 자리에서 사랑에 빠졌고 공공연히 애인으로 삼았다. 잠자리를 같이 하였고 미하일은 형 요안니스와 함께 야심을 품었다.
1034년 4월 로마노스가 의문의 죽음을 당하고 조이는 주저없이 미하일과 결혼하여 미하일은 황제가 되었다. 미하일은 잘생겼고 똑똑했지만 뇌전증은 더욱 심해졌고 국정의 운영은 형인 환관 요안니스가 도맡아 하였다. 요안니스는 유능하고 개혁적으로 재정과 세금문에 매달려 제국의 재정을 늘리고 튼튼하게 했다. 미하일은 건강이 나빠지자 종교에 심취했고 점차 늙은 황후 조이에게는 관심을 보이지 많았다. 미하일과 요안니스의 국정 독점에 황후 조이는 점차 뒤로 밀려나면서 불만을 품었고 몇 차례 음모가 꾸며졌다.
1038년 여름, 요르요스 마니아케스 장군을 총사령관으로 시칠리아 원정이 시작되었다. 처음에 제국의 군대는 파죽지세로 밀고들어가 메시나를 회복했지만 곧 제국군 장군들의 불화로 다시 사라센인들에게 밀리고 말았고, 요르요스 장군은 급기야 전리품으로 성녀 아가다의 유해를 보냈고 남부 이탈리아에서 롬바르드족의 반란이 일어나고 말았다. 또한 1040년 불가리아에서 반란이 일어나 순식간에 발칸반도를 점령했다. 병중이었던 황제 미하일은 직접 군대를 이끌고 반란군을 진압하고 돌아왔다. 1041년 미하일의 병세는 더욱 악화되었고 12월 10일 아직 젊은 나이에 죽음을 맞았다.

## 같이 보기
- 동로마 황제